# Farroupilha (Porto Alegre)
 (avril 2021).
Si vous disposez d'ouvrages ou d'articles de référence ou si vous connaissez des sites web de qualité traitant du thème abordé ici, merci de compléter l'article en donnant les références utiles à sa vérifiabilité et en les liant à la section « Notes et références ».
Pour les articles homonymes, voir Farroupilha.
Farroupilha est un quartier de la ville de Porto Alegre, capitale de l'État du Rio Grande do Sul.
Il a été créé par la Loi 2022 du 07/12/1959.

## Données générales
- Population (2000) : 1 101 habitants
  - Hommes : 449
  - Femmes : 652

- Superficie : 57 ha

- Densité : 19,32 hab/ha

## Limites actuelles
De l'avenue João Pessoa à l'angle avec la rue Avaí jusqu'à l'avenue Venâncio Aires ; de cette dernière à l'avenue Osvaldo Aranha ; de celle-ci à la rue Sarmento Leite, puis à l'avenue João Pessoa pour retrouver l'angle de la rue Avaí.

## Histoire
Ce quartier correspond à l'ancienne Várzea do Portão, grande plaine marécageuse ("Várzea") située aux abords de la grande porte de la ville ("portão"). C'était un lieu de promenade publique où se gardait aussi le bétail amené pour l'approvisionnement de la cité. L'endroit avait l'aspect rustique d'un paisible pâturage campagnard.
Ensuite, la Várzea do Portão fut renommée Campo do Bom Fim et Campo da Redenção. Actuellement, ce sont les parcs Farroupilha et Paulo Gama. Le second, situé à la limite des Facultés de Médecine et de l'Institut de Chimie, fut arborisé par la Mairie en 1925.
Sous l'administration d'Otávio Rocha commença l'aménagement paysager et végétal du parc. Plus tard, le maire Alberto Bins fit réaliser le drainage, le nivellement et l'arborisation de toute la partie sud du terrain, s'inspirant des réalisations faites par l'urbaniste français Alfred Agache lors de l'exposition du Centenaire de la Révolution Farroupilha, en 1935. Le 19 septembre 1935, par décret municipal, le Campo da Redenção devint officiellement Parc Farroupilha.

## Aujourd'hui[Quand?]
Le nom ancien lui est resté, les portalegrenses l'appelant parque da Redenção. Les deux parcs ne sont aujourd'hui marqués par aucune discontinuité physique, et le nom de Redenção s'applique aussi bien au parc Farroupilha qu'à celui de Paulo Gama de la part d'habitants de la ville peu nombreux à connaître la seconde dénomination.
Ce quartier abrite les facultés d'architecture, d'ingénierie, de médecine et de sciences de l'éducation. S'y trouve aussi le Collège militaire de Porto Alegre et divers autres établissements et instituts d'enseignement.
Avec la présence de l'administration universitaire, le développement du quartier est lié à l'Université fédérale. Le parc Farroupilha, le plus ancien et le plus arborisé de la ville, sert de lieu de détente pour les familles de l'endroit et de ses environs, celui-ci comportant plusieurs commodités de loisirs. Il est aussi une des extensions de la Cidade Baixa, quartier "bohème" de Porto Alegre, par la rue da República. La partie de la rue Santa Terezinha située dans le quartier possède des restaurants végétariens et des centres de méditation et de yoga.
Sur l'avenue José Bonifácio, se tient, le samedi un marché biologique, et, le dimanche, le traditionnel “Brique da Redenção” (Puces de la Redenção) ou se retrouvent aussi des artisans d'art et des artistes plastique.